# Abidżan
Abidżan (fr. Abidjan) – największe miasto, główny ośrodek gospodarczy, naukowo-kulturalny i turystyczny Wybrzeża Kości Słoniowej, położony na południu kraju, do 1983 roku stolica państwa.

## Położenie
Abidżan położone jest nad laguną Ebrié, która jest połączona z Zatoką Gwinejską kanałem Vridi.

## Demografia
W 2014 roku Abidżan liczył 4,7 mln mieszkańców. Należy do największych miast Afryki; liczbą ludności ustępuje jedynie Lagosowi, Kairowi, Kinszasie i Aleksandrii, zbliżoną ma Casablanca (nie licząc zespołów miejskich Chartumu i Johannesburga).

## Nazwa miasta
Nazwa „Abidżan” posiada osobliwą etymologię – w miejscowym języku ebrie znaczy bowiem tyle, co właśnie ścięłam liście. Pierwsi Europejczycy mieli zapytać przechodzące kobiety, jak nazywa się miejsce, do którego właśnie dotarli; Afrykanki zrozumiały jednak, że przybyszom chodziło o to, co robią.

## Historia
Wioska została założona przez Francuzów w 1898 roku, zaś w 1903 stała się miastem. W roku 1904 Abidżan uzyskał połączenie kolejowe z terenami Francuskiej Afryki Zachodniej. Szybki rozwój spowodował, że miasto stało się w 1934 centrum administracyjnym i stolicą Wybrzeża Kości Słoniowej (wówczas kolonii francuskiej).
W 1950 roku po wybudowaniu kanału Vridi Abidżan stał się centrum gospodarczo-handlowym Francuskiej Afryki Zachodniej. Po uzyskaniu przez Wybrzeże Kości Słoniowej niepodległości w 1960 Abidżan stał się stolicą państwa. Od 1983 stolicą konstytucyjną jest Jamusukro, położone w centrum kraju, jednak głównym ośrodkiem państwa (m.in. rządu i Zgromadzenia Narodowego) jest nadal Abidżan.

## Podział administracyjny

Podział miasta na 10 gmin (fr. commune)

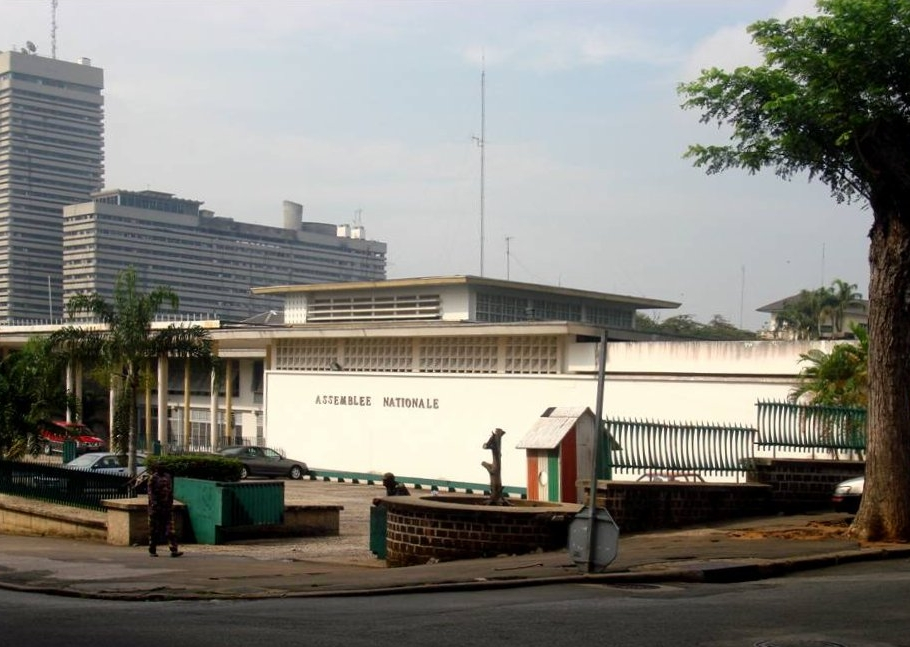
Gmach Zgromadzenia Narodowego

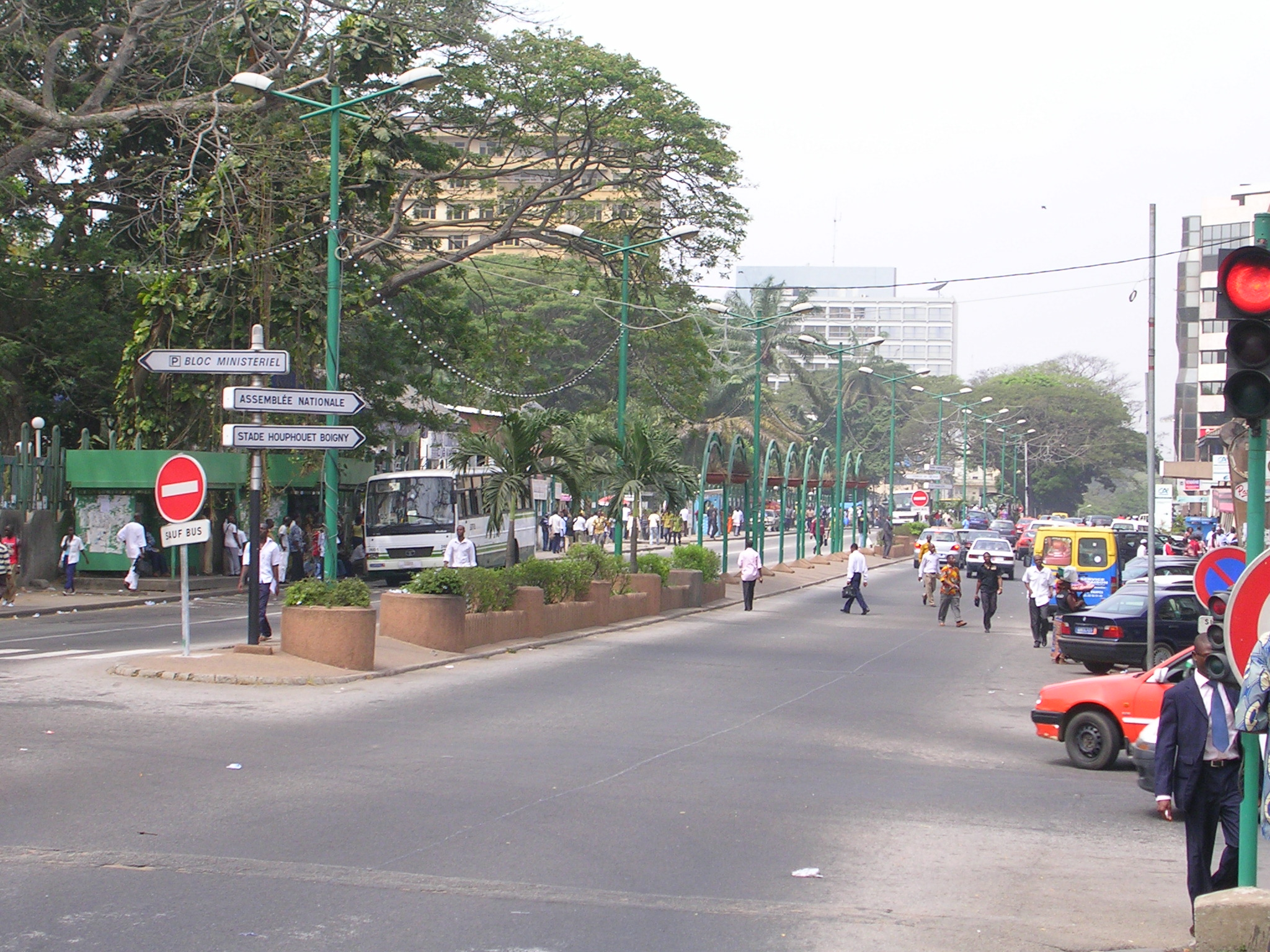
Ulice w centrum Abidżanu

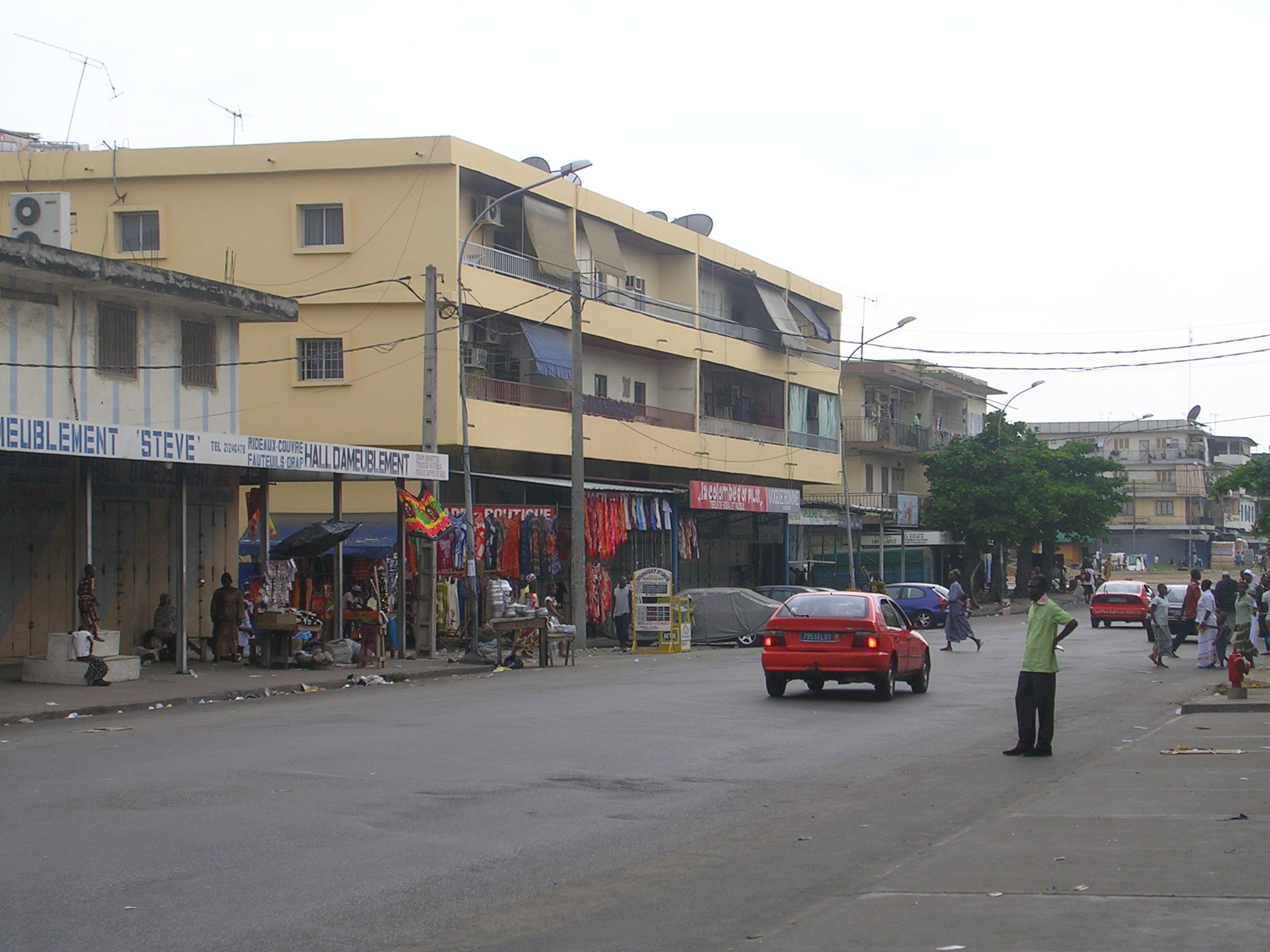
Dzielnica usługowo-mieszkalna w Abidżanie

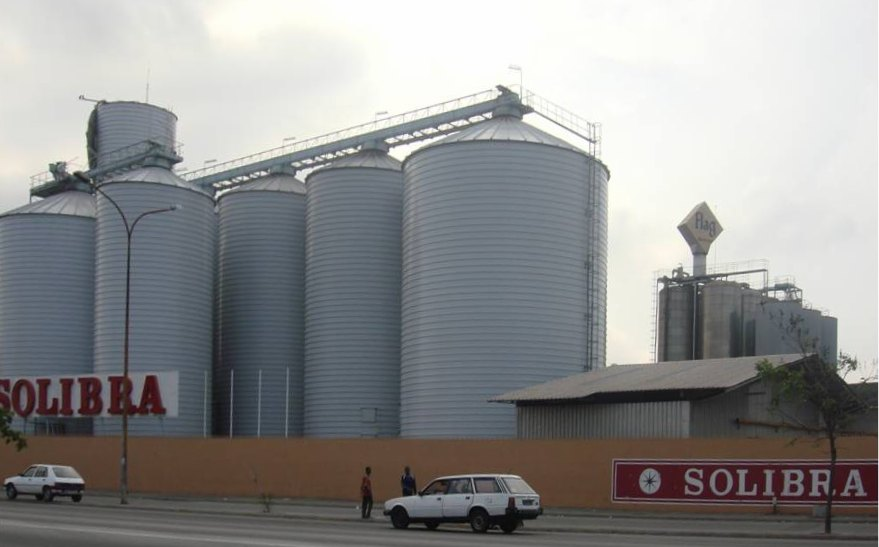
Browar Solibra

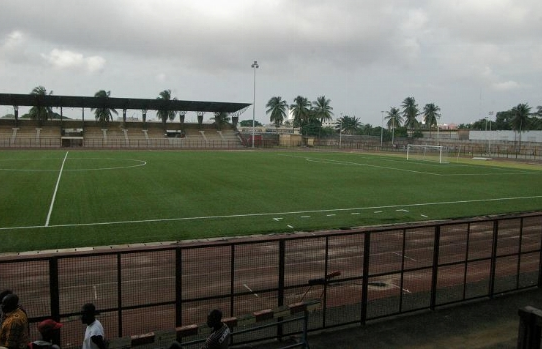
Stade Robert Champroux

Miasto dzieli się na dwie części, które oddziela laguna. Część północna obejmuje gminy Abobo, Attécoubé, Adjamé, Yopougon, Cocody i Plateau natomiast część południowa obejmuje gminy Koumassi, Marcory, Port-Bouët i Treichville.
W skład dystryktu Abidżan (District d’Abidjan) weszły trzy przedmieścia Abidżanu, stanowiące podprefektury (fr. sous-préfectures): Anyama, Bingerville oraz Songon.

## Gospodarka
Przemysł głównie petrochemiczny (rafinerie ropy naftowej) i włókienniczy. Ważny port morski. Browar Solibra.
Działa tu także Regionalna Giełda Papierów Wartościowych w Abidżanie.
W 1966 roku w Abidżanie rozpoczął działalność Afrykański Bank Rozwoju (jego siedziba w latach 2003–2014 znajdowała się w Tunisie).

## Transport
Znajduje się tu międzynarodowy port lotniczy Abidżan.

## Oświata i nauka
W Cocody znajduje się Uniwersytet Félix Houphouët-Boigny, założony w 1964, będący głównym uniwersytetem kraju.

## Sport
W Abidżanie ma swoją siedzibę kilka klubów sportowych oraz federacje sportowe Wybrzeża Kości Słoniowej, a także Afrykańska Federacja Piłki Ręcznej.

### Kluby piłkarskie
- ASEC Mimosas
- Africa Sports National
- Inconditionnel d'Adjamé
- Jeunesse Club d’Abidjan
- FC Satellite
- Stade d’Abidjan
- Stella Club d'Adjamé

### Kluby koszykarskie
- Abidjan Basket Club
- ASEC Mimosas

### Stadiony i inne obiekty sportowe
- Stade Félix Houphouët-Boigny
- Stade Robert Champroux
- Stade Municipal d'Abidjan
- Stade Auguste Denise
- Stade Imam Ali Timité
- Stade du Port autonome d'Abidjan
- Stade INJS
- Parc des sports de Rio
- Parc des sports de Treichville
- Palais des Sports de Treichville

### Znani zawodnicy
Abidżan jest miejscem urodzenia piłkarza Chelsea F.C. Didiera Drogby oraz zawodnika Galatasaray SK Emmanuela Eboué.

## Atrakcje turystyczne
Do atrakcji Abidżanu należą, chroniący wilgotny las równikowy na obszarze 30 km², Park Narodowy Banco znajdujący się w Attécoubé, futurystyczna katedra św. Pawła oraz muzea.
W dzielnicy Plateau stoi wybudowany w latach 70. XX w. w stylu brutalizmu wieżowiec o charakterystycznym kształcie piramidy – La Pyramide.

## Współpraca
Miejscowości partnerskie:
- Boulogne-Billancourt, Francja
- Liège, Belgia
- Marsylia, Francja
- San Francisco, Stany Zjednoczone
- São Paulo, Brazylia
- Tiencin, Chiny